# Byford, Western Australia
Byford är en del av en befolkad plats i Australien. Den ligger i kommunen Serpentine-Jarrahdale och delstaten Western Australia, omkring 33 kilometer sydost om delstatshuvudstaden Perth.
Runt Byford är det glesbefolkat, med 12 invånare per kvadratkilometer.. Närmaste större samhälle är Armadale, nära Byford. 
I omgivningarna runt Byford växer huvudsakligen savannskog. Genomsnittlig årsnederbörd är 951 millimeter. Den regnigaste månaden är september, med i genomsnitt 168 mm nederbörd, och den torraste är februari, med 12 mm nederbörd.